# International Military Sports Council
 International Military Sports Council (IMSC) eller Conseil International du Sport Militaire (CISM) blev grundlagt i 1948, på initiativ af Danmark, Frankrig og Benelux og er en af de største multidisciplin organisationer i verden. CISM er den næststørste multi-sport disciplin organisation efter Den Internationale Olympiske Komité, og holder mere end 20 konkurrencer årligt.